# 藤田裕崇
藤田 炎村（ふじた ほむら、1994年12月26日 - ）は、日本のプロボクサー。愛知県・一宮市出身。第45代日本スーパーライト級王者。名古屋大橋ジム→三迫ジム→横浜光ジム所属。2023年末までは大手不動産情報サイト「SUUMO」を運営するリクルートに勤務していた。早稲田大学、同ボクシング部出身。本名及び旧リングネームは藤田裕崇（ふじた やすたか）。入場曲はB'zの『愛のままにわがままに 僕は君だけを傷つけない』。

## 人物
1994年12月26日、愛知県・一宮市生まれ。地元の清林館高等学校卒業後、2014年に早稲田大学社会科学部へ進学。大学進学と同時に早稲田大学ボクシング部へ入部し、ボクシングキャリアをスタートさせる。早大でのアマチュア成績は10戦7勝3敗。日本のプロボクサーである岩田翔吉とはボクシング部の同期である。
高校在学中はオーストラリアへの留学経験もあり、英語が堪能である。

## 来歴
2018年、大学卒業後に名古屋大橋ジムへ所属し、同年11月本名でプロデビューを果たす。また、不動産情報サイト「SUUMO」を運営するリクルートへ入社し、営業の仕事も行っている。
2019年8月4日に行われた全日本新人王決定戦・中日本地区予選に優勝。中日本新人王獲得。同年11月10日に行われた全日本新人王決定戦・西軍代表決定戦においても勝利し、西日本代表となる。2019年西日本スーパーライト級新人王として、東軍代表本多航大を相手に4回42秒TKO負けで全日本新人王獲得ならずでプロ初黒星。
2020年4月、三迫ジムへ移籍。2022年、現リングネームに変更。
2020年9月3日、吉野修一郎vs細川バレンタインの前座で中村堅亮と対戦し初回19秒KO勝ち。
2021年4月8日、元日本ランカーの赤岩俊と対戦し3-0判定勝ち。A級昇格。
2021年10月30日、日本ランキング7位の富岡樹と対戦し2-1判定勝ち。日本ランキング入りを確実なものとした。
2022年8月9日、元日本5階級制覇王者の湯場忠志の息子である日本ライト級ユース王者の湯場海樹と対戦。1回に2度のダウンを奪われるも4回に2度倒し返し逆転KO勝ち。
2023年4月26日、後楽園ホールで日本スーパーライト級1位アオキ・クリスチャーノと日本スーパーライト級王座決定戦を行い、2回8秒KO勝ちで日本王座獲得。
2023年8月8日、後楽園ホールで日本スーパーライト級1位大野俊人と日本スーパーライト級タイトルマッチを行い、3回2分48秒TKO勝ちで王座初防衛に成功した。
2023年12月12日、後楽園ホールで日本スーパーライト級6位関根翔馬と日本スーパーライト級タイトルマッチを行い、4回1分24秒TKO勝ちで2度目の防衛に成功した。また、試合後のマイクで世界を目指すために勤務先のリクルートを2023年末で退社することを発表した。
2024年4月9日、後楽園ホールで日本スーパーライト級1位李健太と日本スーパーライト級タイトルマッチを行うも、10回0-3（93-97×3）判定負けで王座から陥落した。
2024年10月25日、横浜光ジムへ移籍を発表。前月には藤田と同じく椎野大輝トレーナーの指導を受けていた鈴木なな子も同ジムに移籍している。
2024年12月7日、移籍初戦ならびに再起戦として後楽園ホールで金揚城と対戦する予定だったが、藤田の練習中の怪我により中止となった。
2025年5月3日、仕切り直しの移籍初戦ならびに再起戦として後楽園ホールで日本スーパーライト級12位川村英吉と64.0kg契約8回戦を行うも、3回1分52秒TKO負けを喫し再起ならず。

## 戦績
- プロボクシング - 15戦12勝（10KO）3敗

| 戦           | 日付           | 勝敗 | 時間    | 内容    | 対戦相手                             | 国籍     | 備考                                      |
| ------------ | -------------- | ---- | ------- | ------- | ------------------------------------ | -------- | ----------------------------------------- |
| 1            | 2018年11月25日 | ☆    | 1R 0:59 | TKO     | 鈴木啓市（とよはし）                 | 日本     | プロデビュー戦                            |
| 2            | 2019年3月31日  | ☆    | 1R 0:37 | TKO     | 鈴木啓市（とよはし）                 | 日本     | 全日本新人王決定戦 中日本地区予選         |
| 3            | 2019年8月4日   | ☆    | 4R 1:04 | TKO     | 片岡晃誠（蟹江）                     | 日本     | 中日本新人王決定戦 中日本新人王獲得       |
| 4            | 2019年9月15日  | ☆    | 2R 2:37 | TKO     | 宇野凌汰（フジタ）                   | 日本     | 全日本新人王決定戦 西部・中日本地区代表戦 |
| 5            | 2019年11月10日 | ☆    | 2R 2:11 | TKO     | 高橋拓也（寝屋川石田）               | 日本     | 全日本新人王決定戦 西軍代表獲得           |
| 6            | 2019年12月22日 | ★    | 4R 0:42 | TKO     | 本多航大（川崎新田）                 | 日本     | 全日本新人王決定戦 決勝                   |
| 7            | 2020年9月3日   | ☆    | 1R 0:19 | KO      | 中村堅亮（BMB）                      | 日本     |                                           |
| 8            | 2021年4月8日   | ☆    | 6R      | 判定3-0 | 赤岩俊（マナベ）                     | 日本     |                                           |
| 9            | 2021年10月30日 | ☆    | 8R      | 判定2-1 | 富岡樹（角海老宝石）                 | 日本     |                                           |
| 10           | 2022年8月9日   | ☆    | 4R 0:58 | TKO     | 湯場海樹（ワタナベ）                 | 日本     |                                           |
| 11           | 2023年4月26日  | ☆    | 2R 0:08 | KO      | アオキ・クリスチャーノ（角海老宝石） | ブラジル | 日本スーパーライト級王座決定戦            |
| 12           | 2023年8月8日   | ☆    | 3R 2:48 | TKO     | 大野俊人（石川ジム立川）             | 日本     | 日本王座防衛1                             |
| 13           | 2023年12月12日 | ☆    | 4R 1:24 | TKO     | 関根翔馬（ワタナベ）                 | 日本     | 日本王座防衛2                             |
| 14           | 2024年4月9日   | ★    | 10R     | 判定0-3 | 李健太（帝拳）                       | 韓国     | 日本王座陥落                              |
| 15           | 2025年5月3日   | ★    | 3R 1:52 | TKO     | 川村英吉（角海老宝石）               | 日本     | 64.0kg契約8回戦                           |
| テンプレート |                |      |         |         |                                      |          |                                           |

## 獲得タイトル
- 2019年度西日本スーパーライト級新人王
- 第45代日本スーパーライト級王座（防衛2）